# George Ștefan Andonie
George Ștefan Andonie (n. 1911 – d. 1998) a fost un inginer român, cunoscut în special pentru contribuțiile sale în studiul istoriei matematicii.
A fost profesor la Școala Politehnică din București și membru în Comitetul de Istorie și Filozofie a Științei al Academiei României, precum și în Comitetul Internațional de Istorie a Matematicii (Toronto, New York).

## Biografie

### Pregătirea
S-a născut în Corod, Galați, unde a urmat și școala primară.
A efectuat studiile secundare la Liceul "August Treboniu Laurian" din Botoșani și Liceul "Vasile Alecsandri" din Galați.
A urmat studiile superioare la Școala Politehnică din București și devine inginer în 1925.

### Cariera
Inițial a lucrat în industria petrolieră la Moreni, apoi ca director tehnic în cadrul salinelor statului, director general al minelor și în cadrul unor activități de îndrumare și cercetare.
În 1946 ocupă funcția de profesor la Școala Politehnică din București, Catedra de Foraj și Exploatare a Petrolului.
A participat la mai multe congrese internaționale de istorie a științei, prezentând comunicări cu privire la trecutul științelor matematice.
De prin anul 1935 a început să acumuleze date și informații cu privire la tradiția noastră științifică, mai ales date biografice despre matematicienii români din trecut și despre școala românească de matematică.

## Scrieri
- 1965 - 1967: Istoria matematicii în România, în trei volume
- 1971: Istoria matematicilor aplicate clasice din România. Mecanică și astronomie
- 1998: Rolul femeilor în matematica mondială.